# Все мы убийцы
«Все мы убийцы» (фр. Nous sommes tous des assassins) — франко-итальянский драматический фильм 1952 года, поставленный режиссёром Андре Кайатом. Картина участвовала в конкурсной программе 5-го Каннского международного кинофестиваля в 1952 году, получив Особый приз жюри.

## Сюжет
Действие фильма начинается в Париже времён немецкой оккупации. Рене Ле Ген, молодой человек, живущий в бедности с матерью-алкоголичкой, сестрой, занимающейся проституцией и младшим братом, предоставленным в своих занятиях самому себе. В приступе ярости его сестра в гостиничном номере закалывает штыком оскорбившего её немецкого солдата, после чего была закрыта хозяином заведения, который опасался расправы со стороны оккупационных властей, в той же комнате вместе с трупом. Рене сообщают об убийстве, совершённом его сестрой, и просят спрятать труп. Он отказывается, говоря, что ему нет до неё никакого дела. Однако узнав, что он может на этом заработать, охотно соглашается. Поздно ночью вместе с сестрой он выбрасывает труп из окна на улицу, где его вместе с шарманкой, установленной на тележке, ожидает брат. Поместив тело убитого в корпус музыкального инструмента, они везут его по городу, но за несколько минут до начала комендантского часа начинается авианалёт и он по указанию полицейского вынужден был проследовать в бомбоубежище, где инспектор по просочившейся крови убитого обнаруживает в шарманке труп. Однако опасаясь неприятностей за обвинение в причастности к убийству немецкого военнослужащего, под влиянием Рене и интеллигентного вида мужчины, оказавшегося свидетелем этой сцены, полицейский предпочитает скрыть это дело от огласки и уходит, не принимая никаких мер. Рене и мужчина остаются наедине, последний оказывается печатником Морисом Сотье, который приглашает его переговорить после того, как будет спрятан труп,. Позже он знакомит Рене с одним из руководителей группы французских подпольщиков, который известен как капитан Баярд и они говорят, что им может пригодиться Рене. Последний отвечает, что он ничего не боится и готов исполнить то, что ему поручат выполнить. Присоединившись к движению Сопротивления, Рене выполняет по указанием подпольщиков жестокие и опасные задания, связанные с риском для жизни. После нескольких арестов членов сопротивления, подозрение в предательстве падает на Сотье, у которого упаковщиком типографии работает Рене. Он, согласно приказу Баярда, расстреливает Сотье из пистолета в подвале типографии. В день освобождения Парижа подпольщики ведут борьбу с оставшимися коллаборационистами, а Рене в это время сильно напивается и находясь в одной из квартир во время облавы, расстреливает из автомата внезапно появившегося капитана Баярда.
После освобождения Франции и возвращения мирной жизни, Ле Ген, по-прежнему бедный и не умеющий ни читать, ни писать, продолжает заниматься незаконными махинациями и преступлениями: «С наступлением мира он продолжает убивать. Только этому и научило его общество». Его младшего брата передают под общественную опеку, где о нём плохо заботятся, заставляют работать по хозяйству и препятствуют посещать школу.
Позже Рене убивает в общественной бане из пистолета сотрудника этого заведения и полицейского, пришедшего его арестовать по подозрению в убийстве соседа. Молодой амбициозный адвокат Филип Арно, рад поучаствовать в шумном процессе с тремя убийствами берётся защищать Ле Гена, однако последний приговаривается к смертной казни на гильотине. В своей обвинительной речи прокурор характеризует Рене, как человека, представляющего перманентную опасность для общества.
В отделении смертников тюрьмы Сантэ Рене знакомится в камере с товарищами по заключению: корсиканцем Джино Боллини, ожидающим казни за убийство на почве вендетты; врачом Альбером Дютуа, осуждённым за отравление жены и категорически отрицающим свою вину. В камере смертников никогда не выключается свет, осуждённые находятся в наручниках и кандалах, за ними постоянно наблюдает через зарешёченное окно надзиратель. Ночью они не могут спокойно заснуть, так как ожидают, что за ними могут внезапно прийти для исполнения смертного приговора и успокаиваются только с наступлением рассвета. В камеру для исполнения казни, первым приходят к Дютуа, который до последнего отрицает свою вину, отказывается от исповеди и клянётся в своей невиновности. Среди прочих заключённых имеет место своеобразный культ смертников, которые перед началом казни, зажигают свечу перед портретом из самодельного альбома фотографий идущего на смерть и задувают её после исполнения приговора, произнося слова: «…умер славной смертью». Заболев, Рене попадает в тюремную больницу, где после операции пытается учиться писать и хочет написать президенту Франции, чтобы рассказать о своей судьбе. Вернувшись в тюрьму, он узнаёт, что в их камеру поместили смертника Марселя Боше, который в состоянии алкогольного обвинения убил кочергой свою дочь, мешавшую ему спать. Он стал следующим в камере Ле Гена, которого казнили.
Рене посещает в тюрьме его сестра, которая сообщает ему, среди прочего, что их мать, будучи пьяной, погибла под колесами автомобиля, а также то, что за убийство Сотье обвиняют немецкого полицейского времён оккупации. Рене сообщает, что это он ликвидировал печатника и признаётся в других убийствах, совершенных им по приказу сопротивления, но ему и адвокату не верят, расценивая эту явку с повинной, как способ отсрочить его казнь. После того, как помилование Джино было отклонено, он также был казнён, однако мать настаивает на приверженности жестоким корсиканским обычаям.
Адвокат пытается добиться помилования для Рене, ожидая звонка о принятом решении. Ещё перед этим, он решает приютить у своих родителей его младшего брата, который чуть было не пошёл по тому же преступному пути, что и Рене. С трудом получив разрешение от своих отца и матери на проживание мальчика в их общем доме, они с нетерпением ожидают телефонного звонка о принятом решении о помиловании.

## В ролях
| Актёр            | Роль                              |
| ---------------- | --------------------------------- |
| Марсель Мулуджи  | Рене Ле Ген                       |
| Раймон Пеллегрен | Джино Боллини                     |
| Антуан Бальпетре | доктор Альбер Дютуа               |
| Жюльен Вердье    | Марсель Боше                      |
| Клод Лейдю       | Филипп Арно, адвокат Рене         |
| Жаклин Пьеррё    | Ивонн Ле Ген (французская версия) |
| Ивонн Сансон     | Ивонн Ле Ген (итальянская версия) |
| Жорж Пужули      | Мишель Ле Ген                     |
| Луи Сенье        | аббат Руссар                      |
| Жан-Пьер Гренье  | доктор Детуш                      |
| Андре Рейба      | отец Симон                        |
| Ивонн де Брэ     | старьёвщица                       |
| Анри Вильбер     | Арно-отец                         |
| Поль Франкёр     | Леон                              |
| Лин Норо         | мадам Арно                        |
| Анук Фержак      | Аньес                             |
| Марсель Перес    | Маленгре                          |
| Жюльетт Фабер    | мадам Сотье                       |
| Александр Риньо  | жандарм                           |
| Сильви           | Летиция                           |
| Амедео Наццари   | доктор Детуш                      |

## Создание

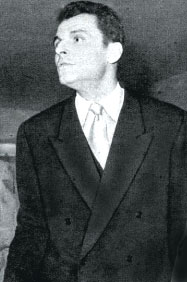
Андре Кайат на Венецианском фестивале в 1952 году

Фильм является центральной частью трёхчастного цикла, который постоянные соавторы Андре Кайат и Шарль Спаак называли «трилогией о правосудии», среди таких лент, как «Правосудие свершилось» (1950) и до «Чёрной папки»[en] (1955). Режиссёр фильма, бывший адвокат и журналист, пришёл в кинематограф в 1930-годах, а наибольшую известность ему принесли фильмы на остросоциальную тематику. Кайат создал, в содружестве со Спааком, серию фильмов о недостатках и пороках французского судопроизводства, зачастую основанных на реальных судебных процессах. По словам соавторов, в своих фильмах они стремились к созданию «объективного кино», для которого характерно обращение к острым моральным, социальным и политическим темам, чаще всего эти проблемы рассматриваются в юридической и криминально-детективной плоскости. В одном из интервью режиссёр объяснял, что существуют темы, которые его глубоко волнуют и он испытывает к ним пристрастие: «Прежде всего это тема солидарности, солидарности не сентиментальной, а органической. Все мы связаны друг с другом и ответственны друг перед другом. Мы ответственны перед чернокожей студенткой, которой закрыт доступ в университет, и перед индийским крестьянином, подыхающим от голода». Шарль Спаак рассказывал, что сразу после окончания работы над фильмом «Правосудие свершилось!» они с Андре Кайатом стали размышлять о выборе сюжета для нового фильма. Проблемы и вопросы, связанные со смертной казнью, вызывали их горячий интерес: «Но мы опасались, что, доказывая, насколько мерзко и бесполезно её применение, мы потеряем год жизни, ломясь в открытые двери…» С целью подготовки к фильму, Спаак и Кайат проводили собственное анкетирование людей по поводу того, поддерживают ли они смертную казнь или нет. Убедившись, что большинство французов являются приверженцами её применения, авторы решили, что тематика их будущего фильма является очень актуальной для французского общества: «Нам не только не угрожало, что мы станем ломиться в открытые двери, скорее, мы рисковали разбить себе нос о двери, окованные бронёй…» Спаак пояснял, что они с режиссёром ни в коем случае не берут убийц под свою защиту, считая, что общество должно ограждать себя от преступлений: «Но мы хотели бы, чтобы оно делало это по-умному, а главное, со смыслом, а не варварскими методами, которые ничего не дают». По словам сценариста, авторы фильма стремились разоблачить смертную казнь и представить её на экране «как нелепую, отвратительную, нетерпимую меру наказания», ни в коем случае не с позиции убийц и не в их интересах, а с задачей «защиты тех, кто живёт спокойно сегодня и будет убит завтра». С целью достижения реалистичности большинство эпизодов посвящённых героям фильма, находящимся в заключении, было снято в реальных тюремных камерах.
Фильм вышел в прокат во Франции 21 мая, а в Италии 30 октября 1952 года. В англоязычных странах фильм демонстрировался с изменённым названием, к которому добавлялся вопросительный знак: «Are We All Murderers?»
В 1952 году была выпущена итальянская версия фильма (итал. Siamo tutti assassini), также поставленная Кайатом. В ролях — тот же актёрский состав, только актёров Жана-Пьера Гренье и Жаклин Пьеррё в италоязычном варианте заменили Амедео Наццари и Ивонн Сансон.

## Художественные особенности
Этот фильм имел большой общественный резонанс, в первую очередь во Франции, что нашло отражение в различных критических статьях и оценках. Несмотря на то, что авторы заявляли, что относят его к «трилогии о правосудии», наряду с фильмами «Правосудие свершилось» и «Чёрная папка», критики ставили в числе их условной «тетралогии»: «Правосудие свершилось», «Все мы убийцы», «Перед потопом», «Чёрная папка», которая имеет отчётливый социальный характер. Согласно наблюдению киноведа Андре Базена, режиссёр Андре Кайат создал во французском кинематографе новый тип социального фильма, который утвердился и вызвал множество подражаний. По мнению Базена, критически настроенного к продукции Кайата и Спаака, этот фильм, как и их же «Перед потопом», можно отнести к категории тех картин, в которых прикрываясь реализмом, представлена юридическая риторика в кинематографических образах. «Все мы убийцы» чрезвычайно убедительный фильм, после просмотра которого зритель ощущал ужас и уверенность в абсурдной чудовищности смертной казни, а встревоженная совесть находила некоторое успокоение.
Пьер Лепроон рассматривал картину, как продолжение предыдущего фильма Кайата и Спаака — «Правосудие свершилось» — для которого, по его мнению, характерны: очевидные условности; тенденциозно-определённая позиция авторов, подталкивающих зрителей к определённым выводам; частое преувеличение, которое приводит если не к искусственности, то к нетипичности показанных образов; чрезмерная нравоучительность эпизодов, особенно касающихся присяжных. Как отмечает французский киновед, «Правосудие свершилось» показательно и для дальнейшего творчества Кайата и для «идейного кино» в целом: «Кино обладает такой большой силой убеждения, что каждое выступление подобного рода должно вызвать подозрение. И самые эти достоинства кино только осложняют положение». В качестве подтверждения своей точки зрения Лепроон приводит мнение Базена: «Кайат изобрёл ложный жанр. Он ставит ложь искусства на службу того, что авторы считают правдой». После проблемы осуждения в фильме «Все мы убийцы», ставшем, по замыслу соавторов, второй частью их трилогии, они выступают с ещё более определённой позиции, избегая какой-либо двусмысленности. о чём свидетельствует само название картины. По наблюдению Лепроона, при некоторых достоинствах картины, в ней ясность замысла придаёт ему большую убедительность по сравнению с предыдущим фильмом, но его концепция также излагается тем же прямолинейным методом: «если некоторые дешёвые эффекты здесь, по-видимому, отброшены, то авторы прибегают к тем же приёмам, чтобы направлять нашу мысль и заставить принять свою точку зрения». Лепроон видит в этой картине четыре самостоятельные драмы. Первая представляет собой историю мальчика, которого привели к убийству «нищета, война, необходимость защищаться от невзгод». С окончанием войны он продолжает убивать, так как только этому и научило его общество. Другие преступники своими действиями отталкивают ещё в большей мере и вызываю ещё большее отвращение. Показывая эти тяжкие преступления, режиссёр не стремится оправдать их, но пытается их объяснить, показать причины и отыскать средства, чтобы они не повторялись, чего по его убеждению смертная казнь ни в коем случае не способна достичь, так как она «не может быть оправдана ни с какой точки зрения — ни с моральной, ни с социальной, ни с религиозной, ни с медицинской». «Эта форма защиты общества, — продолжает свою мысль Андре Кайат, — не только жестока, но и не достигает своей цели. Надо выработать и применять превентивные меры защиты». По мнению авторов, важно прежде всего отменить институт смертной казни, то есть фактически перестать быть убийцами, и именно к такому способу и должны привести зрителя четыре показанных на экране истории убийц. Несмотря на то, что проблема смертной казни чрезвычайна важна опасность заключается в том, что логика фильма основана на художественном вымысле и режиссёр произвольно применяет несовместимые источники, что и приводит построению искажённой картины и созданию ложного жанра. Как отмечает, Лепроон цель, которую ставит перед собой режиссёр, может быть достижима только на базе тщательно проверенного достоверного случая. Пьер Лепроон приходит к выводу, что несмотря на интерес, порождённый стремлением Андре Кайата поставить перед кинематографом новые задачи, вывести его на новые пути, видимо, эти пути, никуда не ведут. Характеризуя творчество режиссёра, киновед писал во второй половине 1950-х годов: «Надо полагать, что как хороший адвокат Андре Кайат ещё не исчерпал всей своей аргументации в борьбе за дело, которое он защищает со страстью южанина, с жаром глубокой убеждённости, с всегда пленяющей ясностью логики».
Жак Лурсель характеризовал фильм как «идейный» в самом прямом смысле слова, который обличает смертную казнь, находя силу в страстной убеждённости автора в довольно впечатляющей натуралистичной атмосфере. По мнению того же автора, критические претензии к картине в её идейности часто приводили к тому, что в ней не усматривали ряд реальных достоинств, к которым он относил детальное воссоздание оккупационного и послевоенного духа времени, что, возможно, лишает универсальности обличительный характер концепции, но придаёт особую напряжённость сюжету. Также к интересным и выразительным качествам фильма Лурсель отнёс:
искренний и даже какой-то утробный пессимизм, который идёт вразрез с добрыми реформаторскими намерениями автора, но придаёт его образам немало выразительности; драматургия, опирающаяся на кипучее изобилие персонажей и — качество, неотъемлемо связанное с предыдущим, — на разнообразную и талантливую актёрскую игру, типичную для той эпохи (которая уже приближалась к концу), когда в распоряжении французского кино ещё оставался огромный арсенал блестящих и оригинальных актёров 2-го плана.
По мнению Лурселя, наряду с такими традиционными аргументами, иногда представленными в довольно искусственной манере, против института смертной казни, режиссёр целенаправленно заостряет внимание показывая на экране свой самый убедительный довод против смертной казни: «достоверную и душераздирающую картину тюремной жизни». Условия заключения осужденных и, в более узком смысле, ожидание смертниками казни показываются как нечто «отвратительное и невыносимое». К таким сценам можно отнести: надзиратели босиком, тихо и скрытно крадутся по коридорам в утро казни; после каждой казни заключённые из других отделений проводят своеобразную церемонию, задувая свечу перед изображением казнённого и произносят ритуальные слова: «Такой-то встретил красивую смерть». По наблюдению Лурселя, таким убедительным образом постановщик показывает всю несостоятельность института смертной казни как примерного наказания, так как по мнению «некоторых заключённых она автоматически превращает каждого казнённого в героя».

## Награды
- 1952 — 5-й Каннский кинофестиваль 1952
  - Специальный приз жюри[9].